# پرت اند ویتنی جی‌تی۳دی
پرت اند ویتنی جی‌تی۳دی (به انگلیسی: Pratt & Whitney JT3D) یک موتور هواگرد ساختِ کارخانهٔ پرت اند ویتنی در کشور ایالات متحده آمریکا است.